# 散熱模組

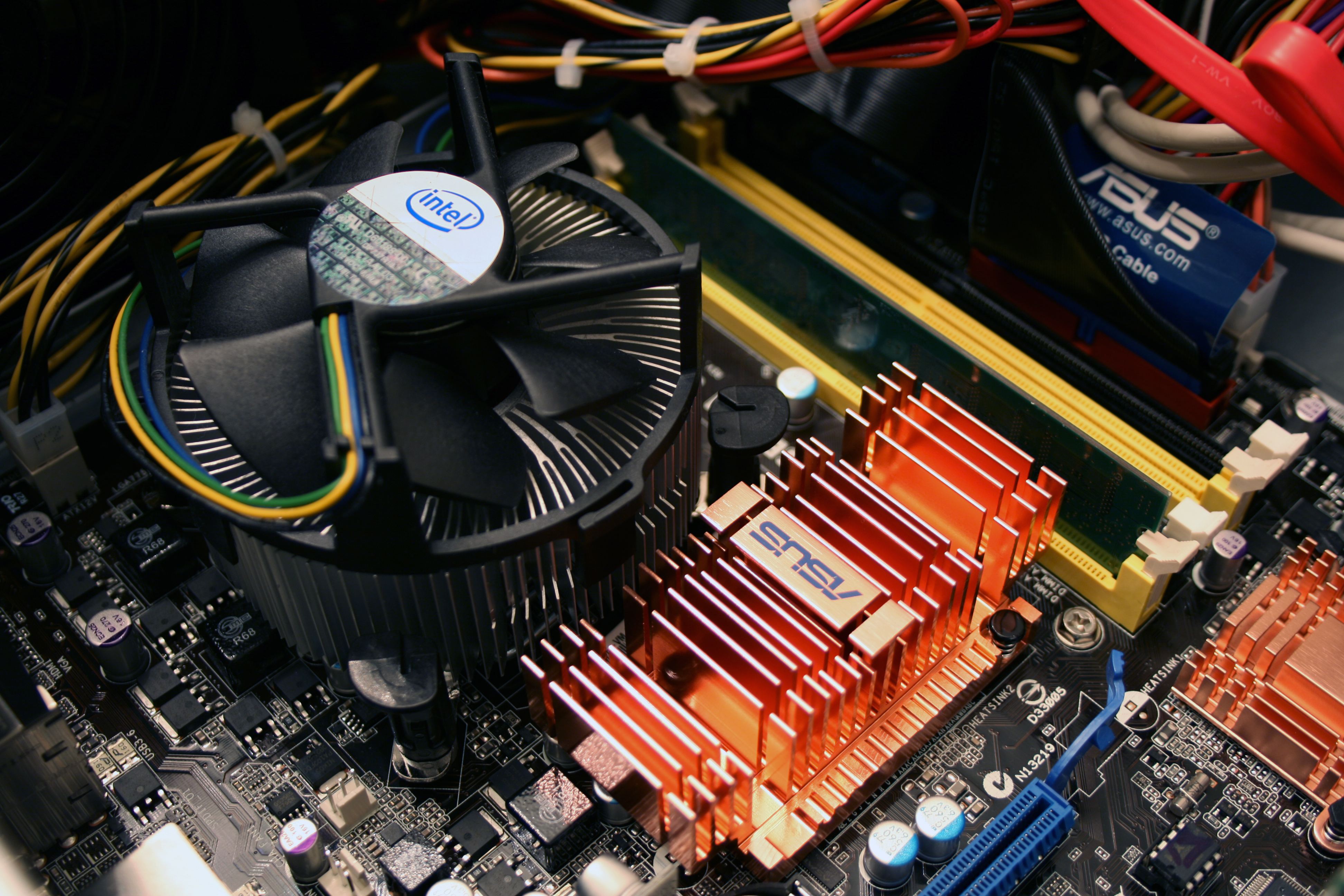
桌上型電腦CPU散熱模組

散熱模組（英語：Thermal Module）顧名思義為運用於系統、裝置或設備等散熱用途的模組單元，現習已專指電腦的散熱器（Heat Spreader），而後擴及指稱運用熱導管的桌上型、筆記型電腦及投影機等的散熱裝置（Cooler）。
散熱器將能量以熱的形式從較熱的源頭傳遞到較冷的散熱器或熱交換器。熱力學類型有兩種：被動式和主動式。最常見的被動式散熱器是由導熱係數較高的材料板或塊製成，例如銅、鋁或鑽石。主動式散熱器則透過消耗外部熱源提供的能量（以做功的形式）來加速熱傳遞。

## 機制
熱管使用密封殼體內的流體。流體循環有兩種方式：一種是被動循環，即當達到閾值溫差時，透過自發對流進行；另一種是主動循環，即由外部做功源驅動葉輪進行。在沒有密封循環的情況下，能量可以透過流體物質的轉移來傳遞，例如，由外部做功源驅動外部提供的較冷空氣，從一個較熱的物體轉移到另一個外部物體，但這並非物理學中定義的熱傳遞。

## 應用
當熱源往往具有較高的熱流密度（單位面積熱流較高）時，通常會使用散熱器，而由於某種原因，熱量無法透過熱交換器有效傳導出去。例如，這可能是因為熱源採用風冷，導致其傳熱係數低於液冷。如果熱交換器傳熱係數足夠高，則無需使用散熱器。散熱器的使用是經濟優化設計的重要組成部分，用於將熱量從高熱流介質傳遞到低熱流介質。範例包括：
- 鋼製或不鏽鋼爐灶烹飪容器的銅包底
- 空氣冷卻積體電路，例如微處理器
- 聚光光伏系統中光伏電池的空氣冷卻

鑽石具有極高的導熱性。合成鑽石被用作高功率積體電路和雷射二極體的基座。
可使用複合材料，例如金屬基複合材料（MMCs）銅鎢合金、AlSiC（鋁基碳化矽）、釔鋁石榴石合金（銅銀合金基體中的鑽石）以及E -Material（鈹基體中的氧化鈹）。此類材料的熱膨脹係數與陶瓷和半導體相當，因此常用作晶片基板。

## 散熱原理

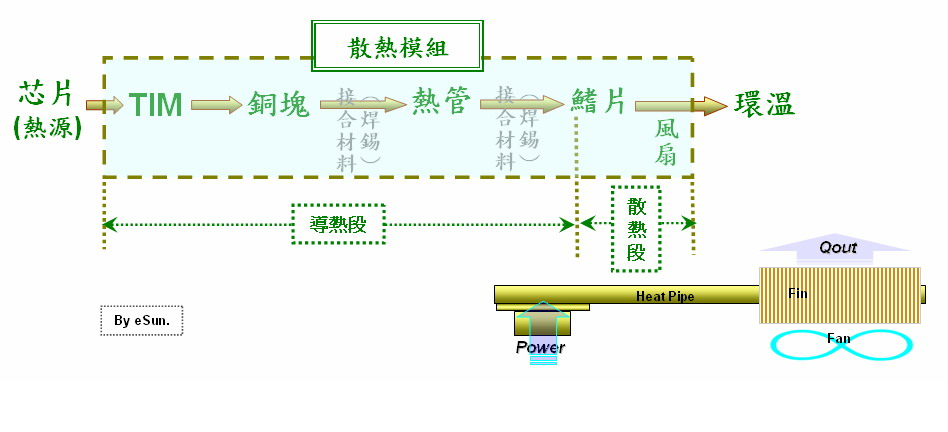
散熱模組中常用材料與熱流示意圖

因筆記型電腦的內部空間特性，須採RHE（Remote Heat Exchanger）的熱交換概念來解決系統廢熱的問題，因此，筆記型電腦的散熱裝置基本上由導熱段、散熱段及彈力鎖固機構三大部份、加上一些附屬貼件（標簽、導電泡棉、Mylar...）所構成；其中熱導管於導熱段中擔負起快速熱傳導的角色，風扇則於散熱段提供強制對流所需的氣流，分別為導熱段及散熱段的技術核心。